# Дежевска река
Дежевска река (старобълг. Пнуча) е река в Сърбия дълга 19 km, ляв приток река Рашка, която от своя страна е ляв приток на Ибър.
Реката е къса и е последен ляв приток на Рашка. Има символично историческо значение защото долината по нея се нарича Дежевска долина и има сакрална стойност за династията на Стефан Неманя.